# 楊奉琛
楊奉琛（1955年1月26日—2015年4月6日），臺灣雕塑家，出生於宜蘭縣，已故著名雕塑家楊英風長子，生於台灣宜蘭縣，曾任楊英風美術館館長、臺灣雕塑學會理事長等職務。
楊奉琛專注於公共藝術領域，以東方的文化為底蘊，打造流動著儒家精神的現代藝術之作，並融合了傳統雕塑藝術和現代科技。例如燈光和雷射等，以展示大自然材料的力量，用簡單的結構和線條打動人心。他的大型雕塑作品為空間注入了藝術氣息。自1991年以來先後獲得國內外公共藝術設計與臺灣燈會元宵主燈設計等多項首獎，並獲Washington Smithsonian Science Museum U.S.A. 收藏『雷射藝術版畫』作品二件，致力於光效雕塑、雷射藝術、景觀雕塑等領域。
楊奉琛在光效雕塑、雷射藝術、景觀雕塑和獨特的園林景觀方面投入了多年時間，創作了無數的雷射畫。並透過雷射技術與雕塑結合，他的雕塑開始發光，結合金屬、琉璃及雷射科技的藝術技巧，為臺灣的立體藝術創下發光發亮的新詮釋。從元宵燈會璀璨絢麗的主燈開始，用光彩來為藝術品上妝。光不僅讓夜間景觀更為生動有趣，也使人們願意駐足腳步、停下歇息、促膝談心。用「光意境」塑造「光環境」，「為自己做小作品，為大眾做大作品」，是楊奉琛在藝術創作上達成的目標與願景。他的作品多次獲得臺灣燈會的一等獎，並成為多個知名博物館的館藏。近年來，他積極參與推動文化創意產業和不同文化之間的交流互動，進一步促進海峽兩岸文化的發展。

## 經歷
楊奉琛於1955年生於宜蘭縣，1973年畢業於台灣省立宜蘭高級中學，1976年畢業於國立臺灣藝術專科學校雕塑科（今國立臺灣藝術大學雕塑學系），1978到1980年間在國立臺灣大學嚴慶齡工業研究中心雷射實驗室研究並授課。曾任台灣雕塑學會理事長、楊英風美術館館長、楊英風藝術文教基金會執行長、呦呦藝術事業有限公司負責人、木易國際藝術有限公司負責人等多項職務。

## 雕塑風格
楊奉琛的雕塑風格著重在大地造景、景觀雕塑、玻璃雕塑、光效雕塑、雷射藝術。
楊奉琛以設計多座臺灣燈會主燈與公共藝術而聞名，如勁馬開太平、吉羊康泰、高雄愛河主燈鰲躍龍翔、洪福齊天、同心開大業、三陽開泰 ，
屏東國立海洋生物博物館 海天一色逍遙魷、桃園國際機場公共藝術等

## 家庭
楊奉琛的妻子是骨董收藏家王維妮，兩人育有一子一女。

## 逝世
2015年4月6日，楊奉琛因鼻咽癌第4期引發敗血症，於當天晚間病逝於台北和信醫院，享壽60歲。

## 外部連結
- 台灣雕塑學會介紹楊奉琛
- 中華民國文化部介紹楊奉琛[永久]
- 楊奉琛在 PChome 個人新聞台 （页面存档备份，存于）